# Ordino
Ordino, antigament Ordíneu, és la tercera, segons l'ordre protocol·lari de les set parròquies d'Andorra. Amb 90 km² n'és la més extensa després de Canillo. La parròquia comprèn la conca de la Valira d'Ordino o la Valira del Nord, al nord-oest del Principat. Limita al nord amb el País de Foix (Auzat i Vic de Sòs), a l'est amb Canillo i al sud i l'oest amb la Massana.
Des de 2020 Ordino és Reserva de Biosfera per la UNESCO i des de 2023 és Best Tourism Village per ONU Turisme.

## Geografia
Amb 85 km² és la segona parròquia més extensa després de Canillo. La parròquia comprèn la conca de la Valira d'Ordino o la Valira del Nord, al nord-oest del Principat. Limita al nord amb el País de Foix (Auzat i Vic de Sòs), a l'est amb Canillo i al sud i l'oest amb la Massana.
La població, de gentilici ordinencs, era de 5.225 habitants al cens de 2022. Administrativament és gestionada pel Comú d'Ordino.
| Entitat de població | Habitants (2022) |
| ------------------- | ---------------- |
| Ansalonga           | 49               |
| Arans               | 226              |
| Cortinada, la       | 931              |
| Llorts              | 246              |
| Ordino              | 3.148            |
| Segudet             | 58               |
| Serrat, el          | 236              |
| Sornàs              | 331              |

## Història

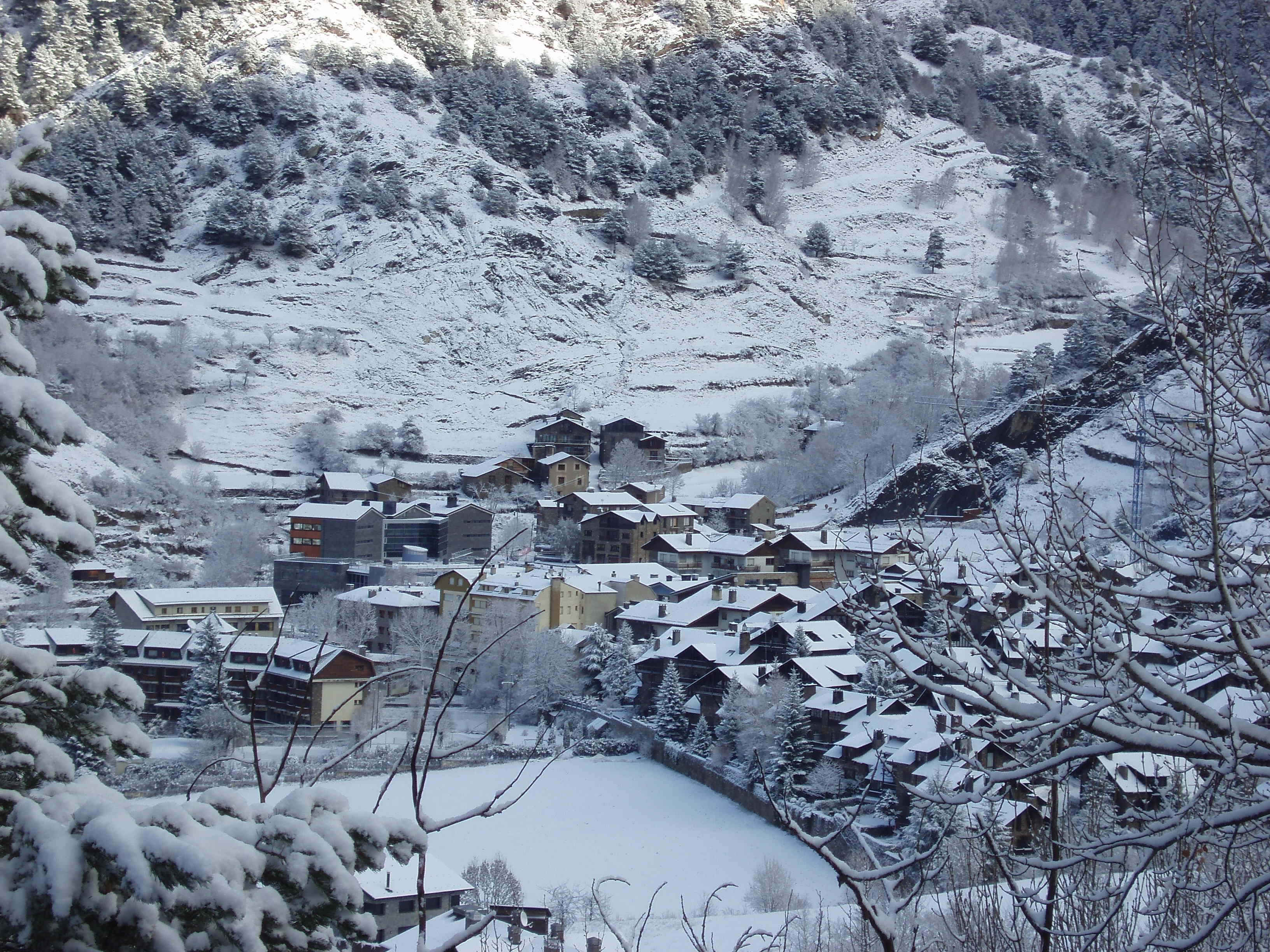
Ordino nevat

Històricament Ordino s'havia destacat per les seves fargues, especialment la Farga del Serrat i la de l'Areny. El tancament de les fargues a finals del segle xix i l'emigració portà a una forta davallada dels habitants (454 el 1932 i 402 el 1970). Els anys setanta, coincidint amb l'expansió turística i la consegüent edificació de nous habitatges, que han fet aparèixer urbanitzacions a Cegudet, Ansalonga, la Cortinada i el Serrat, s'ha produït una notable recuperació de la població, amb un cens de 713 h el 1980 i de 778 el 1983.

## Política i govern

### Resultats eleccions comunals 2023
| Partit                                        | Vots  | %      | Escons |
| --------------------------------------------- | ----- | ------ | ------ |
| Acció Comunal d'Ordino + DA+ Independents+SDP | 646   | 55,64% | 8      |
| Units per Ordino                              | 515   | 44,36% | 2      |
| Vots blancs                                   | 138   |        |        |
| Vots nuls                                     | 36    |        |        |
|                                               |       |        |        |
| Total                                         | 1.335 | 100%   | 10     |
| Participació                                  |       | 68,56% |        |
| Electors                                      |       | 1.947  |        |
| Font: http://www.eleccions.ad/escrutini       |       |        |        |

#### Llista de cònsols majors
Des del 1995 (Primeres eleccions comunals constitucionals) hi ha hagut 4 cònsols majors a Ordino. En l’actual mandat (2024-2027) ostenta el càrrec de cònsol major Maria del Mar Coma.
| Període   | Cònsol major               | Partit                                                 |
| --------- | -------------------------- | ------------------------------------------------------ |
| 1995-1999 | Josep Duró Coma            | Llista independent                                     |
| 2000-2003 | Enric Dolsa Font           | Partit Renovador d'Ordino (PRO)                        |
| 2004-2007 | Enric Dolsa Font           | Partit Liberal d'Andorra (PLA)                         |
| 2008-2011 | Bonaventura Espot Benazet  | Acció Comunal d'Ordino (ACO)                           |
| 2012-2015 | Bonaventura Espot Benazet  | Acció Comunal d'Ordino-Demòcrates per Andorra (ACO-DA) |
| 2016-2019 | Josep Àngel Mortés Pons    | Acció Comunal d'Ordino-Demòcrates per Andorra (ACO-DA) |
| 2020-2023 | Josep Àngel Mortés Pons    | ACO+DA+Lliberals+SDP+Independents                      |
| 2024-2027 | Maria del Mar Coma Padilla | ACO-DA-Independents-SDP                                |

## Cultura

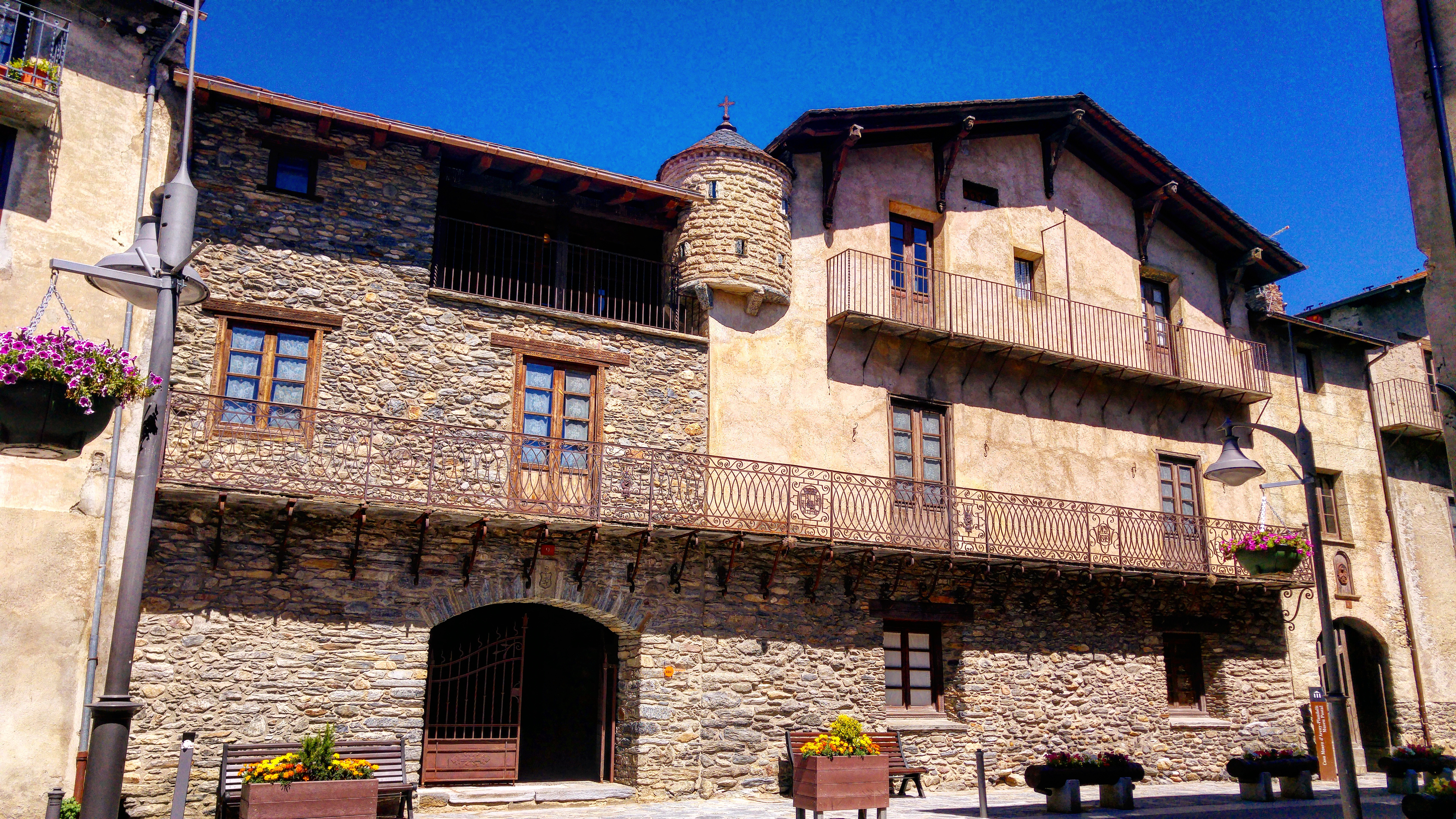
Casa d'Areny-Plandolit al carrer Major

A més de ser el centre industrial històric, Ordino es considera el centre cultural d'Andorra. Aquí es va escriure el Manual Digest (1748), anomenat la "Biblia andorrana", que tracta de la història, el govern i els usos i costums andorrans. L'autor va ser l'ordinenc Antoni Fiter i Rossell.

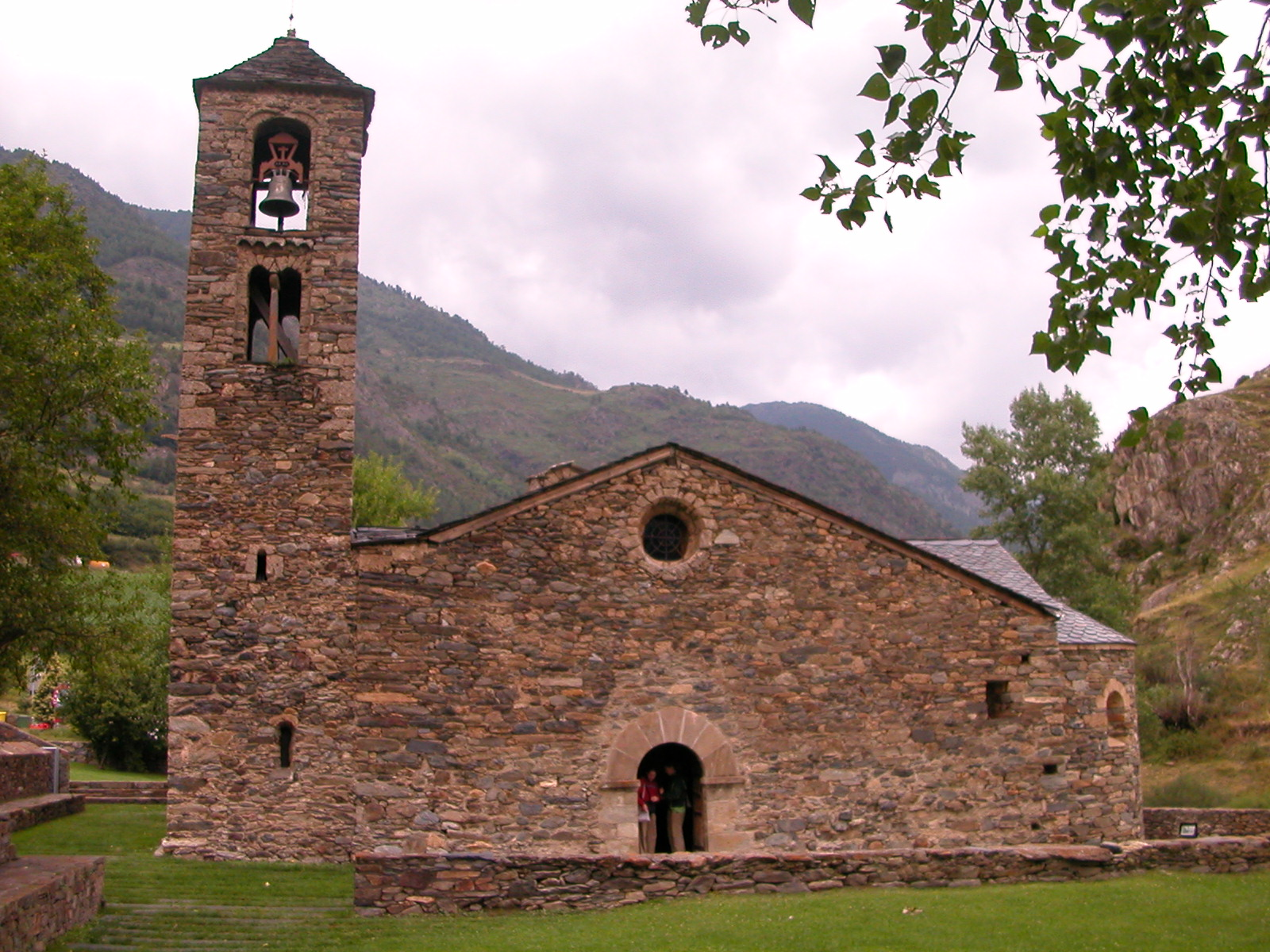
Sant Martí de la Cortinada

Destaquen l'església parroquial de Sant Corneli i Sant Cebrià, esmentada l'any 839, amb dues imatges de la Mare de Déu romàniques dels segles xii i xiii i l'església romànica de Sant Martí de la Cortinada, amb pintures murals del segle xii. També les cases pairals Fiter-Riba, on es guarda l'original del Manual Digest, i d'Areny-Plandolit, la família propietària de la Farga de l'Areny, adquirida el 1972 pel Consell General i convertida en museu etnològic, amb un arxiu i una biblioteca amb més de 5 000 volums.
A Ordino es troben el Museu Postal d'Andorra i el Museu de la Miniatura.
La parròquia d'Ordino disposa de nombroses obres d'art contemporani repartides per tot els seu territori.
Davant de l'entrada principal de l'Auditori Nacional hi ha l'escultura “Homenatge a Andorra” de Toshimitsu Imaï.
En l'itinerari de la Ruta del Ferro, podem gaudir de "A casa da terra e do fogo" d'Alberto Carneiro, "La família Jordino" de Rachid Khimoune, "Endless" de Mark Brusse, "Gran carro de ferro i pic2 de Jordi Casamajor, "L’home de ferro talp que camina" de Guy de Rougemont i "Terra, ferro, aigua i foc" de Satoru Satu.
Al costat del jardí botànic del Parc natural de la vall de sorteny, es pot observar l'escultura de l'Estripagecs, un conjunt escultòric format per cinc tòtems de grans dimensions i creat per l‘artista andorrà Pere Moles.
A Arcalis, trobem l'obra “Arcalís 91” de Mauro Staccioli.

### Última ossa d'Ordino
A la primera setmana de desembre es representa l'Última ossa d'Ordino, una farsa popular de teatre i dansa entorn la cacera d'una ossa. En la representació fan aparició una varietat de personatges de la vida rural andorrana i la cacera de l'animal es presenta com un pretext per escenificar les trifulques en les quals aquests es veuen inmersos. Es tracta d'una festa ancestral a les valls andorranes que es va perdre a poc a poc al llarg del segle xx i que només s'ha recuperat a Encamp (dècada de 1950) i a Ordino (1985). Aquestes dues festes de l'ossa estan incloses a l'Inventari general del patrimoni cultural del Govern d'Andorra com a béns immaterials, i s’està tramitant també la seva inclusió en el patrimoni cultural immaterial de la humanitat de la UNESCO.

## Esport
El 1983 es va inaugurar l'estació d'esquí d'Ordino-Arcalís, situada a la coma del Forat a la Serra d'Arcalís. Avui hi treballen 15 remuntadors mecànics a una alçada de 1.940 m a 2.625 m. El comú té un centre d'esports (CEO) amb piscina, gimnàs, esquaix, sauna i rocòdrom. Ordino var ser, fins al 2019, inici i meta de l'Ultra Trail d'Andorra que inclou un marató quàdruple de les muntanyes sobre 170 km amb un desnivell altitudinal de 13 500 metres.